# 新潟交通
新潟交通株式会社（にいがたこうつう、英: Niigata Kotsu Co.,Ltd.）は、新潟県新潟市中央区に本社を置き、バス事業や不動産業などを行う会社。

## 概要
グループ全体として新潟県下越地方および佐渡島を営業基盤として乗合バス事業を営み、これらの地域の一般路線バスや同地域発着の高速バスを運行しているほか、不動産業や旅行業などを手掛けている。
バス運行に携わる会社は新潟交通本体と合わせて3社ある。新潟交通は新潟市中心部の路線バスと県内外への高速バス、新潟交通と同所に本社を置く新潟交通観光バスは貸切バス事業と、新潟市郊外をはじめ下越地方全域の路線バス、佐渡市に本社を置く新潟交通佐渡は佐渡島内の路線バス・貸切バス事業を、それぞれ受け持っている。これらのバス会社やその他事業を営む関連会社を合わせて新潟交通グループと総称される。
2007年3月31日まではこの他、村上市に本社を置く新潟交通北（同市と新発田市を中心とした路線バス）、新潟市西蒲区に本社を置く新潟交通西（新潟市秋葉区の西部・南区・西蒲区、加茂市、三条市を中心とした路線バス）の2社があった。また新潟交通観光バスは新潟市東区に本社を置き、観光バス事業と新潟市江南区・秋葉区の東部と阿賀野市、五泉市を中心とした路線バスを運行していたが、同年4月1日付でこの地域子会社3社が合併。存続会社は新潟交通観光バスとなり、本社登記も新潟交通と同所に移された。
本社がある新潟市中心部の万代・八千代地区では商業地万代シテイの開発に携わるなど不動産業も手掛けている。このほか、新潟空港のターミナルビル会社への出資や佐渡汽船への出資、全日空の新潟地区総代理店ならびに日本航空の新潟地区代理店として市内・空港業務を受託するなど、下越・佐渡地方の公共交通網の中軸的な役割を果たしている。
また、かつては燕市から新潟市中心部に至る鉄道路線も運営していたが、1999年4月に廃線となった（新潟交通電車線を参照）。
2007年の新潟市のオムニバスタウン指定を受け、市と共同でバスの運行環境改善と公共交通軸の形成に向けた取り組みを行っている。その一環としてIC乗車カードの導入計画が進められ、2011年4月24日よりIC乗車カード「りゅーと」のサービスを開始するなど、多くの施策が進められている。

## 沿革

### 大正 - 第二次世界大戦中
- 1913年（大正2年）6月8日 - 新潟駅前 - 白山駅前間に、新潟市内初の乗合自動車が営業される（新潟の市内交通の嚆矢）。
- 1922年（大正11年）7月12日 - 新潟市街自動車が新潟駅前 - 白山神社前間で、初の本格的な路線バスの営業が開始[3]。車体に赤い塗装がされていたため「赤バス」の通称で親しまれる。
- 1927年（昭和2年）12月18日 - 新潟乗合自動車が設立[4]。
- 1929年（昭和4年）6月30日 - 中ノ口電気鉄道が設立[5]。
- 1932年（昭和7年）
  - 5月15日 - 新潟乗合自動車、新潟自動車商会、両新自動車が合併し、新潟合同自動車が設立。この頃からバスの車体に、銀地に青帯を巻いた「銀バス」の塗装が使われ始める。その後、新松交通、新潟市街自動車を吸収合併。
  - 7月7日 - 中ノ口電気鉄道が新潟電鉄に社名変更[6]。
- 1933年（昭和8年）4月1日 - 新潟電鉄線・東関屋駅 - 白根駅間が開通。同年7月28日に県庁前駅 - 東関屋駅間、8月15日に白根駅～燕駅間が開通して全線開業。
- 1937年（昭和12年） - 新潟合同自動車、佐渡乗合自動車と合併。
- 1943年（昭和18年）
  - 8月19日 - 杉村出湯温泉自動車が新潟合同自動車に事業譲渡して解散[7]。
  - 8月28日 - 菅谷自動車が新潟合同自動車に事業譲渡して解散[8]。
  - 8月31日 - 村上市街自動車が新潟合同自動車に事業譲渡して解散[9]。
  - 12月31日 - 新潟電鉄と新潟合同自動車が第二次世界大戦中の戦時統合により合併し、新潟交通が設立[10]。

### 昭和（戦後）
- 1946年（昭和21年）7月17日 - 戦後のエネルギー供給不足に伴い、新潟市流作場（現在の中央区万代一丁目）の本社敷地内で天然ガスの試掘を開始。
- 1947年（昭和22年）2月13日 - 天然ガス第1号井が自噴を開始[1]。同年7月にガス充填所が完成。同年10月、昭和天皇が施設を視察（昭和天皇の戦後巡幸の一環）[11]。
- 1949年（昭和24年）7月 - 新潟証券取引所に上場[1]。
- 1951年（昭和26年）2月1日 - 新潟交通バスステーションビルが竣工[1]。
- 1952年（昭和27年） - 社会人野球チームとして、新潟交通硬式野球部を設立。
- 1959年（昭和34年）
  - 7月25日 - 硬式野球部が都市対抗野球大会に初出場。
  - 9月1日 - 新潟市内の地盤沈下対策のため、新潟地区天然ガス採取第1次規制が敷かれる。
- 1962年（昭和37年）12月3日 - 前日の八千代橋開通に伴い、バス路線再編。
- 1963年（昭和38年）
  - 8月10日 - 硬式野球部を廃部。
  - 8月20日 - 新潟市内線でワンマンカーの運転を開始。
- 1969年（昭和44年） - 子会社「新交ストアー」を設立し、スーパーマーケット事業に進出。
- 1971年（昭和46年）9月30日 - 天然ガスバスを全廃。全車両がディーゼルエンジン車となる[1]。
- 1973年（昭和48年）11月23日 - 万代シテイがオープン。万代シテイバスセンターとダイエー新潟店が営業を開始[1]。
- 1978年（昭和53年）9月22日 - 北陸自動車道・長岡IC - 新潟黒埼IC間開通に合わせ高速バスに参入。新潟 - 長岡線の運行を開始[1]（越後交通と共同運行）。
- 1983年（昭和58年）
  - 不明 - 赤字に白の「N」の現行カラー色貸切車（ネオプラン製2階建てバス）導入。
  - 4月15日 - ツーマン運転終了[12]。
- 1985年（昭和60年）
  - 6月1日 - 新潟県庁移転と5月21日の千歳大橋開通に伴い、市内・郊外の路線網を大幅に改編するダイヤ改正を実施。
  - 12月10日 - 関越自動車道全通に合わせ、高速バス新潟 - 東京（池袋）線の運行を開始[1]（西武バス・越後交通と共同運行）。
- 1986年（昭和61年）4月1日 - 貸切バス部門を分社化し、下越地方は新交貸切バス、佐渡地方は新交佐渡貸切バスに移管。
- 1988年（昭和63年）9月29日 - 夜行高速バスおけさ号の運行を開始[1]（阪急バスと共同運行）。

### 平成 - 令和
- 1990年（平成2年）
  - 新潟市初の路線バス（上項）にちなみ、同年導入の新車より路線車の屋根部分の塗色を赤に変更。在籍車も順次、屋根部分を赤く塗装された。
  - 10月23日 - 高速バス2路線の運行を開始。新潟 - 長野線[1]（長電バスと共同運行）、WEライナー[1]（JRバス東北と共同運行）。
- 1991年（平成3年）
  - 8月7日 - 高速バス・新潟 - 金沢線の運行を開始[1]（北陸鉄道と共同運行）。
  - 10月 - 新潟交通バスカードシステムを新潟市近郊の一般路線バス車両に導入[1]。
- 1993年（平成5年）
  - 経営合理化のため、新潟市周辺を除く路線バス事業を地域子会社に移管。これに伴い新交北貸切バス、新交西貸切バスの2社が発足し、新交貸切バス、新潟交通佐渡（新交佐渡貸切バスから改称）と合わせ計4社に路線を順次移管。
  - 11月2日 - 高速バスサンセット号を運行開始（相模鉄道と共同運行）[13]。
- 1994年（平成6年）4月1日 - 佐渡島内全路線を新潟交通佐渡に移管。
- 1997年（平成9年）
  - 9月1日 - サンセット号を廃止。
  - 10月2日 - 高速バス新潟 - 会津若松線の運行を開始[1]（会津乗合自動車と共同運行）。
- 1999年（平成11年）
  - 4月5日 - 新潟交通電車線全線廃止。鉄道事業から撤退[1]。
  - 10月1日 - 市内線路線バスの昭和大橋線（系統番号1）にノンステップバスを導入して運行開始[1][14]。
- 2000年（平成12年）3月1日 - 新潟証券取引所廃止により東京証券取引所2部へ上場[1]。
- 2002年（平成14年）
  - 4月1日 - 地域子会社の改称を実施。新交貸切バス、新交北貸切バス、新交西貸切バスを、それぞれ新潟交通観光バス、新潟交通北、新潟交通西に商号を改称。
  - 12月 - 新潟交通所属の路線車の自動放送装置を8トラックテープから音声合成装置に更新開始。
- 2003年（平成15年）10月1日 - 高速バス新潟 - 富山線の運行を開始[1]（富山地方鉄道と共同運行）。
- 2004年（平成16年）3月20日 - 高速バス新潟 - 郡山線の運行を開始[1]（福島交通と共同運行）。
- 2005年（平成17年）
  - 7月1日 - 高速バス新潟 - 名古屋線の運行を開始[1]。当初は単独運行で新潟発を夜行便、名古屋発を昼行便として運行。
  - 9月 - 郊外線への系統番号付与を開始。
  - 10月1日 - 高速バス名古屋線に名鉄バスが参入。共同運行化され、昼夜各1便ずつの運行になる。
  - 11月30日 - 万代シテイ内のダイエー新潟店が閉店。同日、スーパー「セサミ」3店舗をサトウ食品に譲渡し、新交ストアーを解散。
- 2006年（平成18年）
  - 5月12日 - 高速バス新潟 - 前橋・高崎線の運行を開始（日本中央バスと共同運行）。
  - 10月27日 - ヤマトオートワークスとの共同出資によりヤマトオートワークス北信越を設立。
  - 12月1日 - 運賃改定。新潟交通と子会社が運行する一部の路線が対象（市内区間は200円均一に、対キロ区間は初乗り160円に。ワンコイン区間の100円均一、上限運賃の600円は据え置き）。また、買物バスカードが土曜日も終日利用可能になる。
- 2007年（平成19年）
  - 4月1日 - 下越地域の子会社3社の統合を実施。新潟交通観光バスを存続法人として吸収合併し、新潟交通北と新潟交通西を解散。
  - 6月4日 - 新潟市などと共同で策定した「オムニバスタウン計画」が国土交通省から承認される（全国で13番目。計画は2011年度までの5カ年計画で順次実施予定）。
  - 11月1日 - ダイヤ改正を実施。オムニバスタウン事業の一環として「にいがた基幹バス（りゅーとリンク）」の運行を開始。同時に万代シテイバスセンター発着の郊外線3路線を新潟駅前発着とするなど、運行経路の統一化を実施。
- 2009年（平成21年）
  - 1月15日 - 運賃改定。新潟交通と新潟交通観光バスが運行する全路線が対象（対キロ区間は初乗り170円に。上限運賃600円のうち新潟交通の運行区間は据え置き、新潟交通観光バスの運行区間は630円に値上げ。ワンコイン区間の100円均一、市内区間の200円均一は据え置き）。
  - 4月1日 - 新潟駅南口バスターミナル仮供用開始。空港線の発着地を万代口から南口へ移転し「エアポートリムジン」として運行開始。
- 2010年（平成22年）8月1日 - 北陸・長野方面への高速バス3系統が越後交通が管理する栄・長岡北での乗降取り扱いを開始。
- 2011年（平成23年）
  - 4月24日 - IC乗車カード「りゅーと」のサービスを開始[1]。
  - 8月1日 - 北陸・長野方面への高速バス3系統が頸城自動車が管理する木田（上越）での乗降取り扱いを開始。
- 2013年（平成25年）
  - 3月23日 - りゅーとサービスエリアにてJR東日本のICカード「Suica」のサービスを開始。全国10種類の交通系ICカードが利用可能[注釈 1] となる。
  - 8月1日 - 佐渡汽船ターミナルを発着とする高速バス新潟・長岡 - 大宮・新宿線の運行を開始[1]（西武バス・越後交通と共同運行、東京方面は2系統となる）。
  - 9月30日 - 新潟交通バスカードのサービス提供を終了。
- 2014年（平成26年）
  - 4月1日 - 消費税の税率が変更に伴う運賃の値上げを実施（市内均一初乗り 200円→210円、郊外区間初乗り160円→170円）
  - 4月15日 - 新潟市と新バスシステム運行事業協定を締結[15]。消費増税による初乗り運賃値上げを実施。 2015年（平成27年）
  - 9月5日 - BRT路線「萬代橋ライン」の開設、中央区中心部発着の路線再編などを伴う大規模なダイヤ改正を実施し、新バスシステムの運用を開始[1]。
  - 9月7日・8日 - 上記の新バスシステム開始に伴う運賃収受の障害が解消しなかったため、大半の路線バスの運賃を無料とした[16]。
- 2019年（令和元年）10月1日 - 運賃値上げ（市内均一は210円まま、郊外区間初乗りが170円から180円へ変更）
- 2020年（令和2年）3月31日 - 新潟市との新バスシステム運行事業協定を9月末まで半年延長[17]。
- 2021年（令和3年）11月20日 - りゅーとの乗車基本ポイント制度の廃止（ボーナスポイント制度は継続）
- 2022年（令和4年）
  - 4月1日 - 新潟県内の高速バス統一ブランド「ときライナー」開始[18]。
  - 4月4日 - 東京証券取引所の市場区分の見直しにより、東京証券取引所の市場第二部からスタンダード市場に移行。
- 2023年（令和5年）3月31日 - 1988年から34年間運行してきた新潟―京都・大阪線の運行を終了。

## 経営
2000年の中野進取締役退任までは創業者の中野四郎太から続く中野一族を中心とした経営が続いた。
1970年代以降は新潟島の人口減少など人口構造の変化に加え、モータリゼーションや競合する国鉄・JR東日本鉄道路線の利便性向上によって利用者が減少の一途を辿るなどバス離れが深刻となり、零細路線の減便・廃止を余儀なくされている。また不動産部門でもバブル崩壊以降、不振を託っている。有利子負債は子会社の新交ストアーの不振の影響もあり2002年3月末には633億円にまで達した（2011年3月期決算時点では約410億円にまで減少している）。
コロナ禍により収益が悪化しているとのことで交通体系維持を前提として新潟市より補助金が投入されることとなった。

## 運行路線

### 路線バス
1980年代の新潟県庁移転前後と2015年のにいがた新バスシステム導入時に全域的な大規模路線網再編が行われた。また、2003年1月には郊外線を中心とした24路線43系統の大規模な見直しを行う方針が発表され、のちに多くの路線の末端部がコミュニティバス等へ移管された。
- 路線図：新潟市中心部
- 路線図：南新潟方面
- 路線図：西新潟方面
- 路線図：東新潟方面

### コミュニティバス

#### 新潟市
- 新潟市区バス・住民バス
  - 北区区バス（新潟市北区）→新潟交通新潟北部営業所（2007年4月1日 - 2009年3月31日）
  - 東区区バス（新潟市東区）→新潟交通観光バス本社営業所
  - 西区区バス（新潟市西区）→新潟交通観光バス本社営業所
  - 秋葉区区バス（新潟市秋葉区）→新潟交通観光バス京ヶ瀬営業所（2007年4月1日 - 2009年3月31日）
  - 西蒲区区バス（新潟市西蒲区）→新潟交通観光バス潟東営業所
  - 南区区バス「レインボーバス」（新潟市南区）→新潟交通観光バス潟東営業所
  - 白根地区（旧白根市）中心部を起点に、3地区の交通空白域に路線網を持つ。一時期北陸自動車道の鳥原バスストップにも乗り入れを実施していた。
  - 江南区区バス（新潟市江南区）→新潟交通観光バス本社営業所
  - 中央区西区住民バス（新潟市中央区）→新潟交通入船営業所
  - 西区住民バス（新潟市西区赤塚地区）→新潟交通内野営業所

#### その他地域
- 新発田市コミュニティバス・市街地循環バス（新発田市）→新潟交通観光バス新発田営業所
  - 新発田駅を起点に市街地を循環。30 - 60分間隔で運行している。新潟交通観光バスの他、NPO法人七葉の路線も一部乗り入れている。

## 営業所

### 新潟交通
- 新潟東部営業所[30]
  - 上所車庫
- 新潟西部営業所（1990年頃に青山から黒埼町へ移転[31]）[30]
- 新潟南部営業所（1986年12月1日に紫竹山から亀田町工業団地へ移転[32]）[30]
  - 酒屋車庫（現在車両の在籍は無く、折返場として運用）
- 新潟北部営業所[30]
- 入船営業所[30]
- 内野営業所[30]

### 新潟交通観光バス
- 本社営業所[30]
- 京ヶ瀬営業所[30]
- 勝木営業所（旧新潟交通北）
- 村上営業所（旧新潟交通北）
  - 塩野町車庫（旧新潟交通北）- 現在車両の在籍はなく、折返場として運用されている。
- 新発田営業所（旧新潟交通北）
  - 赤谷車庫（旧新潟交通北）- 現在車両の在籍はなく、折返場として運用されている。
- 潟東営業所（旧新潟交通西）

### 廃止された営業所
1990年代以降についてのみ記載する。
新潟交通
- 新潟中部営業所（2004年1月廃止、東部に統合して跡地は南万代小学校拡張用地とマンション「ライズ万代タワー」、特養ホームなどになった[33]）
  - 万代第三車庫（2001年廃止、東部に統合）
- 新潟西部営業所
  - 東関屋車庫（2003年廃止、西部に統合）
- 内野営業所
  - 赤塚車庫（2005年3月廃止）
  - 明田車庫（2005年9月廃止）
- 山ノ下営業所（1992年頃廃止、東部営業所新設により統合）
- 下山営業所（2012年3月15日廃止、北部・入船に統合。下山車庫に改組したのち、2014年2月15日廃止）
- 松浜営業所（1985年頃、老朽化に伴い、当時は豊栄市だった新潟競馬場東側に仮移転。1989年に東港工業団地完工に伴い島見町へ移転し、新潟北部営業所に改称）
- 新潟南部営業所
  - 酒屋車庫（2005年4月廃止、南部に統合）
- 新潟東部営業所
  - 万代車庫（2014年3月15日廃止、上所車庫へ移転）

新潟交通観光バス
- 新津営業所（1992年頃廃止、水原と統合して京ヶ瀬営業所に組織改編[34]）
- 水原営業所（1992年頃廃止、新津と統合して京ヶ瀬営業所に組織改編[34]）
- 京ヶ瀬営業所
  - 村杉車庫（1999年2月廃止、京ヶ瀬に統合）
  - 保田車庫（2002年9月廃止、同）
- 三川営業所（2005年11月廃止、五泉・津川に統合）
- 白根営業所（1990年頃、老朽化に伴い潟東村大原へ移転、潟東営業所に改称）
- 潟東営業所
  - 小須戸車庫（2002年11月廃止、潟東に統合）
- 巻営業所（2002年9月廃止、潟東に統合）
- 弥彦営業所（2013年3月31日閉鎖、三条に統合）
- 三条営業所（2013年12月15日廃止、潟東に統合）
  - 新飯田車庫（2002年9月廃止、三条に統合）
- 加茂営業所（2008年3月廃止、潟東に統合）
- 下関営業所（2010年1月廃止、中条・村上に統合。2015年4月1日より復活、車両配置も再開）
- 中条営業所（2015年4月1日廃止、新発田に統合）
- 五泉営業所（2021年9月30日廃止、京ヶ瀬に統合。2015年4月1日から車両の在籍は無く、乗車券売場として存続していた）
- 下関営業所（旧新潟交通北・2025年3月31日廃止、村上に統合[35]。）
- 津川営業所（2025年3月31日廃止、京ヶ瀬に統合[36]）

## 設備

### バスロケーションシステム
新潟県内の路線バスのうち、バス停設置型の無線式バスロケーションシステムを導入しているのは西小針線と、市役所前・新潟駅前～下山～松浜～北部営業所・太郎代浜線（松浜線・太夫浜線）の2路線である。これはバス車内の案内放送と無線を介して連動し、表示と音声を用いてバスの接近を知らせる方式であった。
バス停設置型のバスロケは導入・維持管理ともコストが膨大である事が大きなネックとなり、この2路線以外への導入は進められなかったが、新潟交通グループは代替策として国土交通省などと共同でGPSとインターネットによるバスロケーションシステム「にいがたバス-i」の導入を2001年（平成13年）春から段階的に進め、旧新潟市域の49路線については2007年3月末に対応を完了した（このほか大野・白根線は急行バスのみ対応）。また前述2路線の旧システムについても導入から20年以上を経過し老朽化が進んでいたことから「バス-i」のシステムを使用した表示装置に順次交換が進められ、さらに中央循環線、大野白根線のほか長潟線、市民病院線、女池線、大堀線、寺尾線など、乗客数が多い路線の主要バス停にも表示装置の設置が順次進められた。
なお「にいがたバス-i」は2015年9月5日のBRT路線「萬代橋ライン」開業と、それに伴う路線再編による「新バスシステム」の開業に伴い、前日の9月4日を以ってサービスを終了し、ロケーションシステムやインターネットでの時刻・運賃案内などは、新潟市と新潟交通がナビタイムジャパン社のシステムを使用して運用する「にいがた新バスシステム 時刻・運賃検索」サイトへ移行された。高速バスでも県内線・県外線の全線において前述の「にいがたバス-i」のシステムを運用していた が、サービスは順次縮小され、県外線は2012年 に、県内線も2015年9月4日 をもって終了した。

### 乗降センサー
需要把握のための乗降センサーが約400台の全ての乗合バス車両に設置され、2004年に運用が開始された。

## 乗車方法・運賃
| カード        | 導入年        | ポイント |
| ------------- | ------------- | -------- |
| りゅーと      | 2011年4月24日 | 有       |
| Suica         | 2013年3月23日 | 無       |
| モバイルSuica | 2013年3月23日 | 無       |

乗車方法は後乗り前降り後払い方式で、運賃は整理券方式の多区間制である。中央区中心部のうち新潟駅万代口・万代シテイ周辺には「ワンコイン区間」（大人130円）が、その外郭部には「市内均一区間」（大人260円）がそれぞれ設定されている。また、「ワンコイン区間」（大人130円）は、西区の新大入口-新大西門間・新大入口-清心学園前間及び中央区の青陵ライナー（白山駅前―新大病院―新潟青陵大学）にも設定されている。
新潟交通ではIC乗車カード「りゅーと（RYUTO）」のサービスを、2011年（平成23年）4月24日から市内の路線バスの一部を皮切りに開始し、その後サービスエリアの拡大を順次進め、新潟市中心部を発着地とするほぼ全ての一般路線バスで利用できるようになった。なお2013年（平成25年）3月23日から、りゅーとのサービスエリアにおいてSuicaをはじめとする全国10種類の交通系ICカードが利用可能となっている。
なお新潟交通では磁気プリペイドカードのバスカードのサービスを行っていたが、2013年（平成25年）9月30日を以ってサービスを終了しており、現在は利用できない。
RYDE株式会社のデジタル乗車券アプリ「RYDE PASS」では、「新潟市観光循環バス1日乗車券」（大人500 円こども250 円）が、令和6年11月1日(金曜)より販売している。

## 車両

### 車両概説
新潟交通グループの一般路線用車両は、三菱ふそうトラック・バス、いすゞ自動車、UDトラックス（旧：日産ディーゼル工業）製の車両が中心であり、日野自動車製は小型車両「ポンチョ」など少数在籍するのみである（ただし、日野・セレガとの統合モデル車種である2代目ガーラの配置はある）。これは前掲3社が新潟交通の株式を保有しているのに対し、日野自動車のみ株式を保有していないことが影響しているといわれる。このように大手の大型車両メーカーが新潟交通の株式を保有している関係からか、他の地方バス事業者と比較すると新車の導入率が高い。かつて大型路線車は長尺車を多く導入していたが、1990年代後半以降は標準尺・短尺車も導入されるようになった。
現在では新潟市中心部の路線車については、新車を積極的に投入するようになっているものの、かつては設備の近代化の面においては立ち遅れた面が多く、路線車の冷房化が本格的に進められたのは1984年、新潟駅前 - 西小針 - 内野・新潟大学線（西小針線）に、県内で初めて都市新バスシステムが導入されたのがきっかけだった。バスロケーションシステム対応の冷房付き新型車両には当時「銀太郎」の愛称が付与されていた。地域子会社を含む車両の完全冷房化は1990年代後半に入ってからのことだった。

### 車両配置
新車の大型路線車（一般路線車・高速車とも）は、まず新潟交通本体の各営業所へ配属され、導入から約10年を経過すると、子会社の新潟交通観光バスや新潟交通佐渡の各営業所へ転属されるパターンが多い。こうしたことから、新潟市の旧市域を運行する路線には高年式の車両が、編入市域や下越・佐渡など子会社が運行する路線には、新潟交通本体から転属した車両が運行に充当されている。また1990年代後半には、首都圏の排気ガス規制の影響で使用できなくなった車両を関東の事業者などから受け入れ、これらは新潟交通とグループ各社に配備された。だが、この受け入れが一段落してからは譲渡車両はほとんど無く、新潟交通は新車を、グループ各社は新潟交通からの転属車両を充当するケースが多くなっていたが、近年は関東地方などからの事業者から購入した中古車が再び導入されている（供給元については「#移籍車の供給元」参照）。

### 小型車
2010年11月の小型車両の日野・ポンチョが導入され、その後も2017年に新たに3台が導入されるなどしている。2018年4月現在、主に臨港線（E1系統）や西堀線（C5系統）、青山循環線、青陵ライナー、みなと循環線などで運行されている。

### 特徴的な車両
特徴的な車両としては、1980年代から2000年代の四半世紀にわたって運用されていたいすゞ・キュービック（P-LV314Q）に北村製作所製の車体を架装した車両が挙げられる（写真）。この車両は北村製作所の大型バス用車体としては初にして唯一のスケルトンボディであり、新潟交通には1985年から1988年にかけて合計100台が導入された。この車体は新潟交通以外の事業者では頸城自動車にP-LT312Jが路線バス用に1台、日本赤十字社新潟県支部に献血車用として数台が納入されたのみで、納車先はほとんどが新潟県内であった。その外観からバスファンからは「なまず」という愛称でも呼ばれ、当時は新潟交通のシンボルとも言うべき存在でもあった。しかし、車体の老朽化が著しくなった2000年代前半以降は旧市域の営業所から全て除籍され、新潟交通観光バスの各営業所へ移籍したり廃車されるなどして次第に淘汰され、新潟交通観光バスの潟東営業所所属の最後の1台（車番：G904-I）も2011年4月末を最後に定期運用から離脱し、同年秋にかけて貸切ツアーやイベント等で運行された後、同年12月の車検満了をもって全廃された。
なお最後の1台は「新潟生まれ・新潟育ち」という車両そのものの希少性が評価され、また長年の労苦を労うため、新潟市は新潟交通から車両の譲渡を受けて静態保存することになり、同市中央区の鳥屋野交通公園内で2012年7月21日から一般公開を開始した。その後のいすゞ製大型路線車は1989年のみ富士重工業製車体で導入され、1990年以降はすべて純正車体（アイ・ケイ・コーチ→いすゞバス製造→現：ジェイ・バス）で導入されている。
これ以外にも、都市新バスシステムの整備に合わせて導入された車両の一部（1983年に14台導入された三菱ふそうK-MP118N・1984年に21台導入されたP-MP118N）は「ひらめ」との通称があるエアロスター試作型車体（呉羽自動車工業製）を架装しており、やはり他の地区ではなかなか見られない車体であった。
この「なまず」と「ひらめ」を中心とした、都市新バスシステムに対応した冷房付きの一般路線車両には、一般公募により「銀太郎」という愛称が付けられていた。

### 座席横の荷物棚

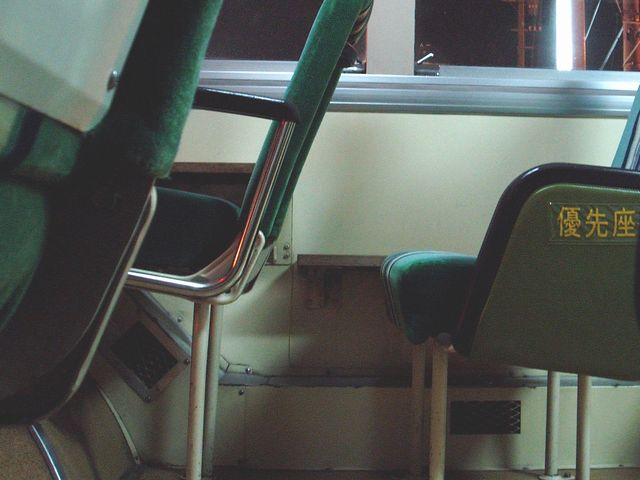
座席横の荷物棚（座面脇の壁面に渡された樹脂製の板）

1981年から2000年中頃までの間に導入された車両の車内には、座席の横に幅15cm程度の荷物棚が設置されている。これは乗客からの要望により設置されたもので、新潟交通以外の事業者では導入例が少ない。しかし2人掛け座席の箇所では通路幅が狭くなるため、交通バリアフリー法で規定されている通路幅の制限に抵触することや、立ち席数を確保する必要性などから、その後の導入車両には設置されていない。

### カラーリング

#### 路線バス
路線バスは、濃銀色のボディに青色のラインが入り、ルーフを赤色に塗装したカラーリングを使用しており、通称「銀バス」と呼ばれる。
銀バスの塗装は、新潟交通の前身の一つである新潟合同自動車が発足した1932年頃から使用されているもので、かつてはボディ全体が銀色であった。現在の赤屋根が採用されたのは1990年からである。これは日本海に沈む夕日をイメージしたもので、且つ新潟市で1922年に初めて本格的に運行を開始し、通称「赤バス」と呼ばれた当時の路線バスの車体にも因んだものである。この他、車体全面に広告を施したラッピングバスが各営業所に配属されている。
また、ノンステップバスは導入時期や路線などによって3つの塗色がある。1999年秋、市内線の昭和大橋線（1系統）に初めて導入された車両は、オレンジ色を基調に黄・白のアーチラインが施されている。 ノンステップバスはその後しばらく新規投入されなかったが、2007年、新潟市がオムニバスタウンに指定されたのに伴って同年秋から新型車両が大量に投入された。同年投入のノンステップ車の塗色には上記の「銀バス」塗装（車体後部に新潟市のシンボルマークと「オムニバスタウンにいがた」のロゴが入る）の他、オレンジ色を基調としたグラデーションに白鳥が飛び行く姿を模した「にいがた基幹バス」（中央循環線・市民病院線）専用塗装の2種類がある。

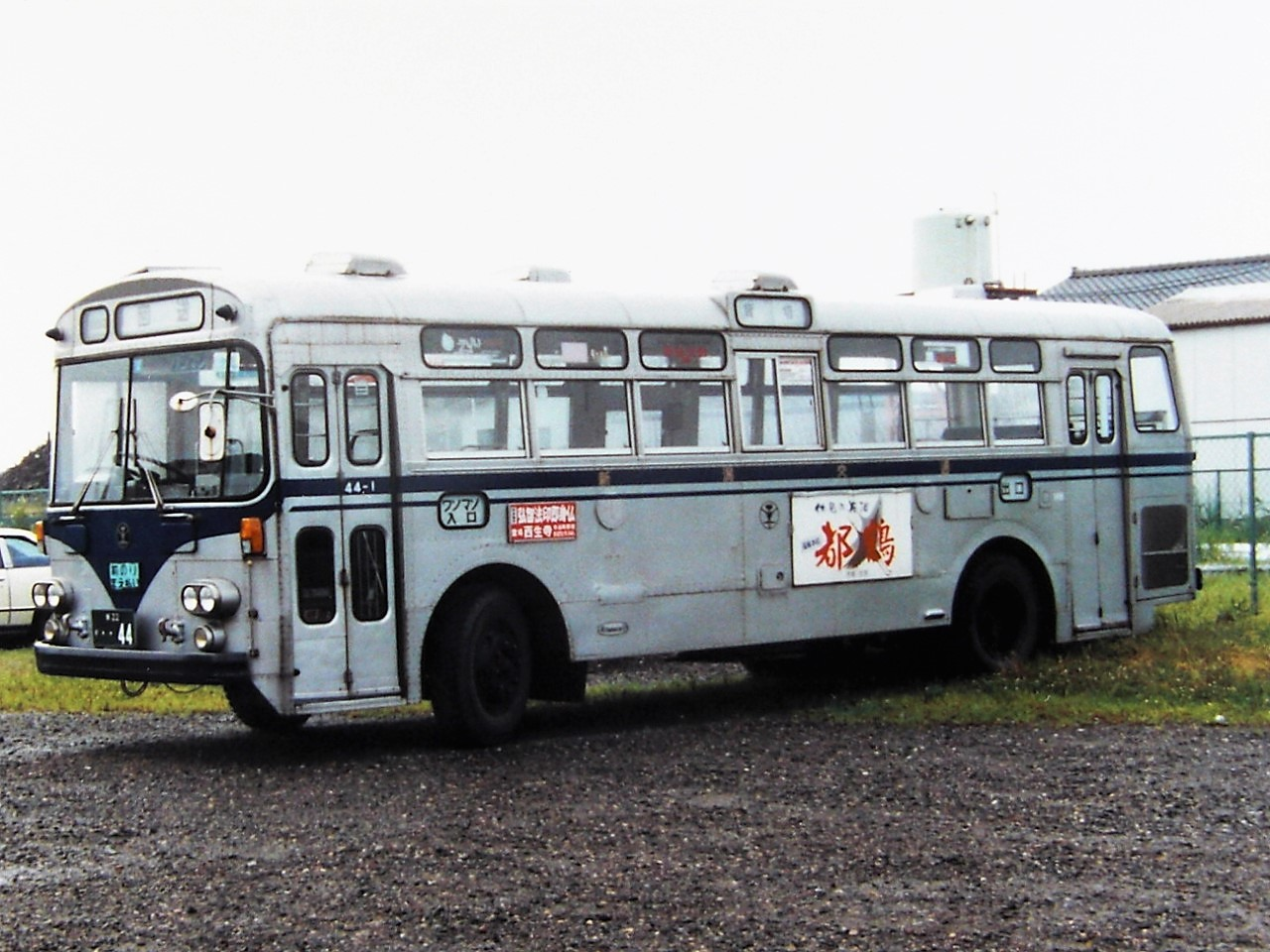
当初の「銀バス」塗装。屋根上は赤く塗られていない（1986年）
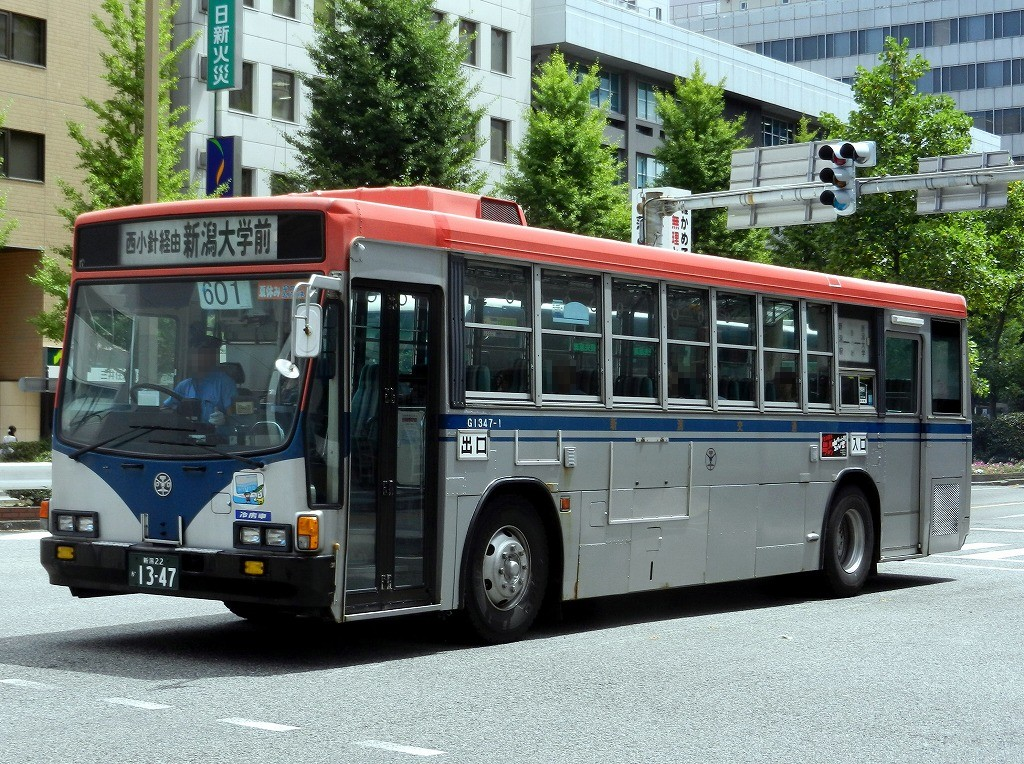
現在採用されている「銀バス」塗装の一般路線車（2012年8月、新潟市中央区東大通）
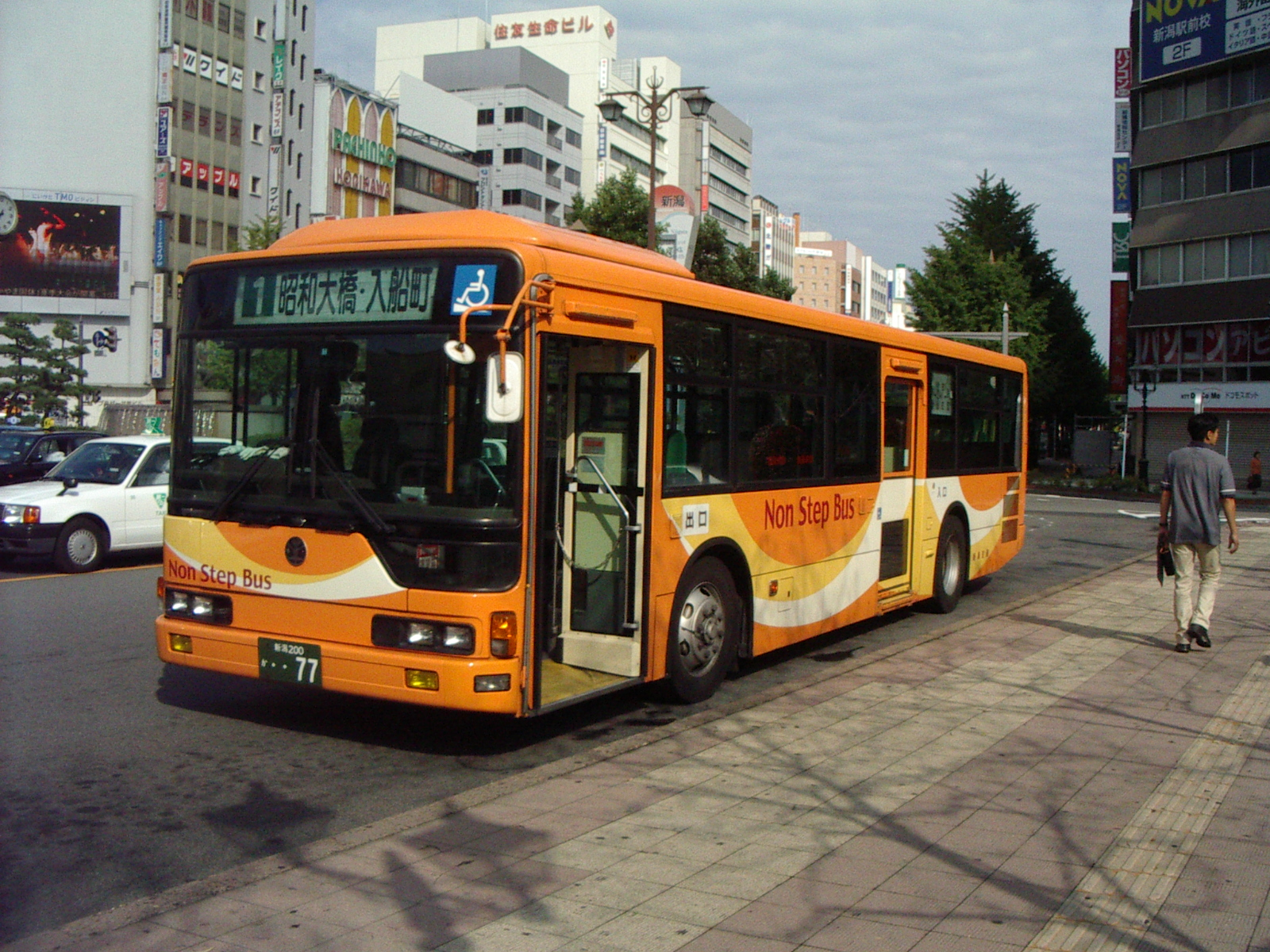
ノンステップバスの第1期導入車両（2005年・新潟駅万代口）
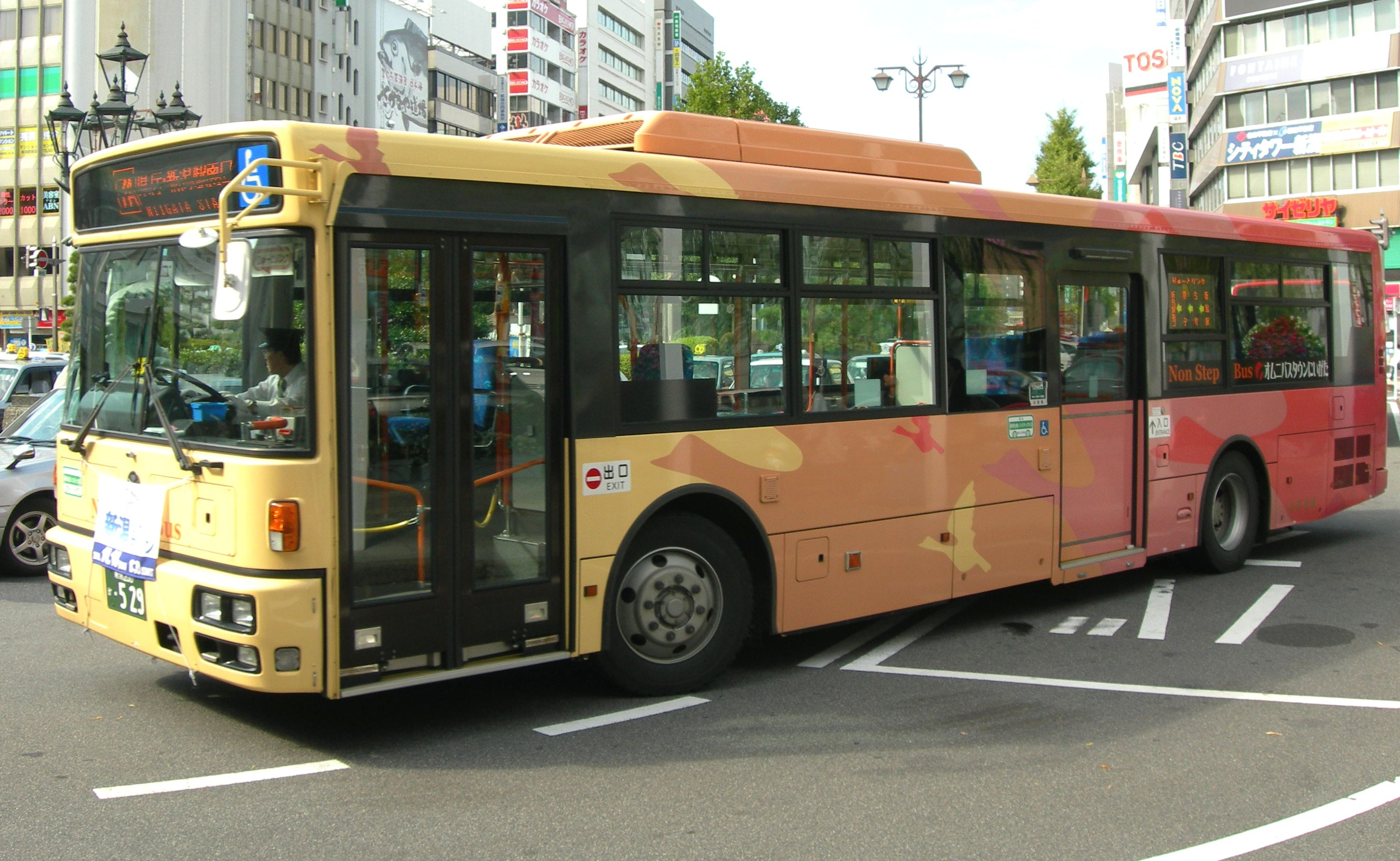
ノンステップバス・りゅーとリンク車両（2010年10月、新潟駅万代口）
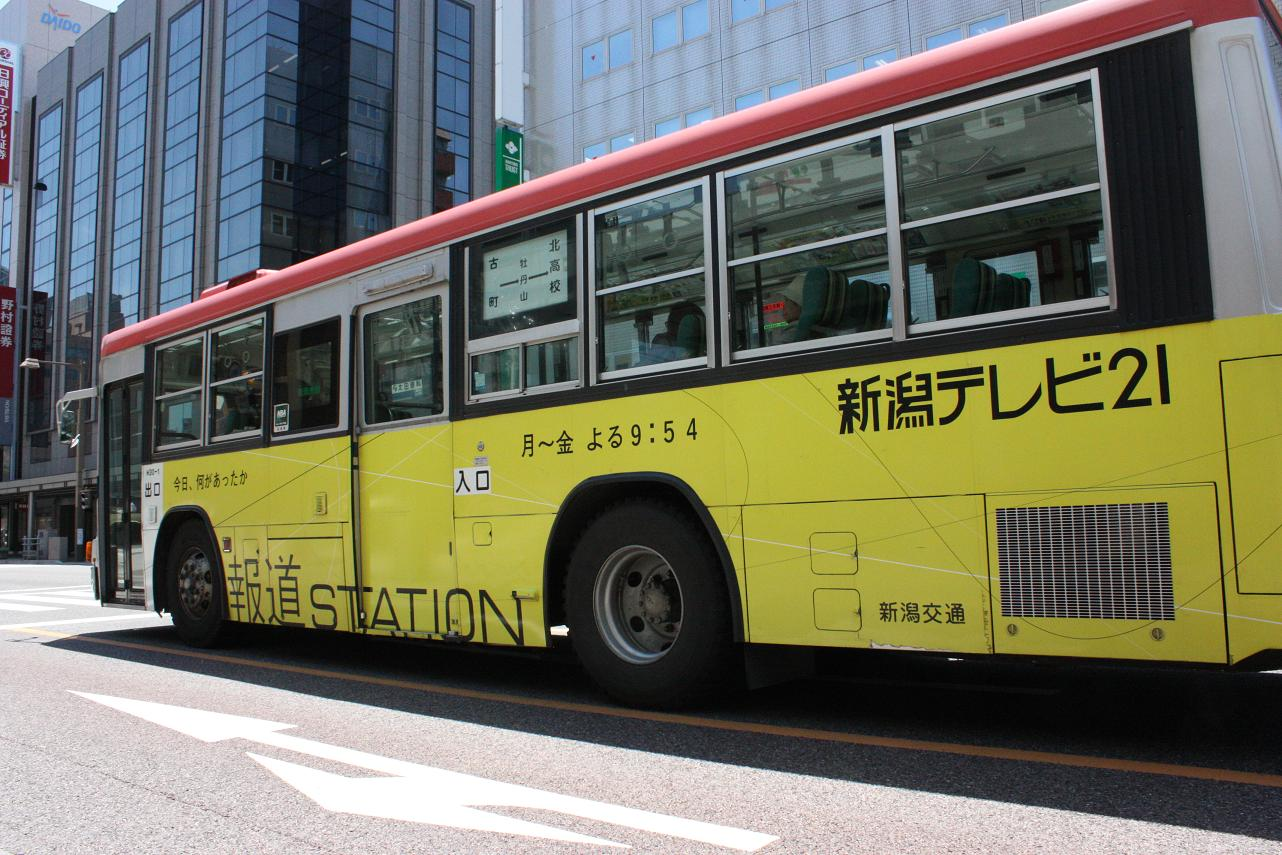
報道ステーションのラッピング車両（2011年10月）
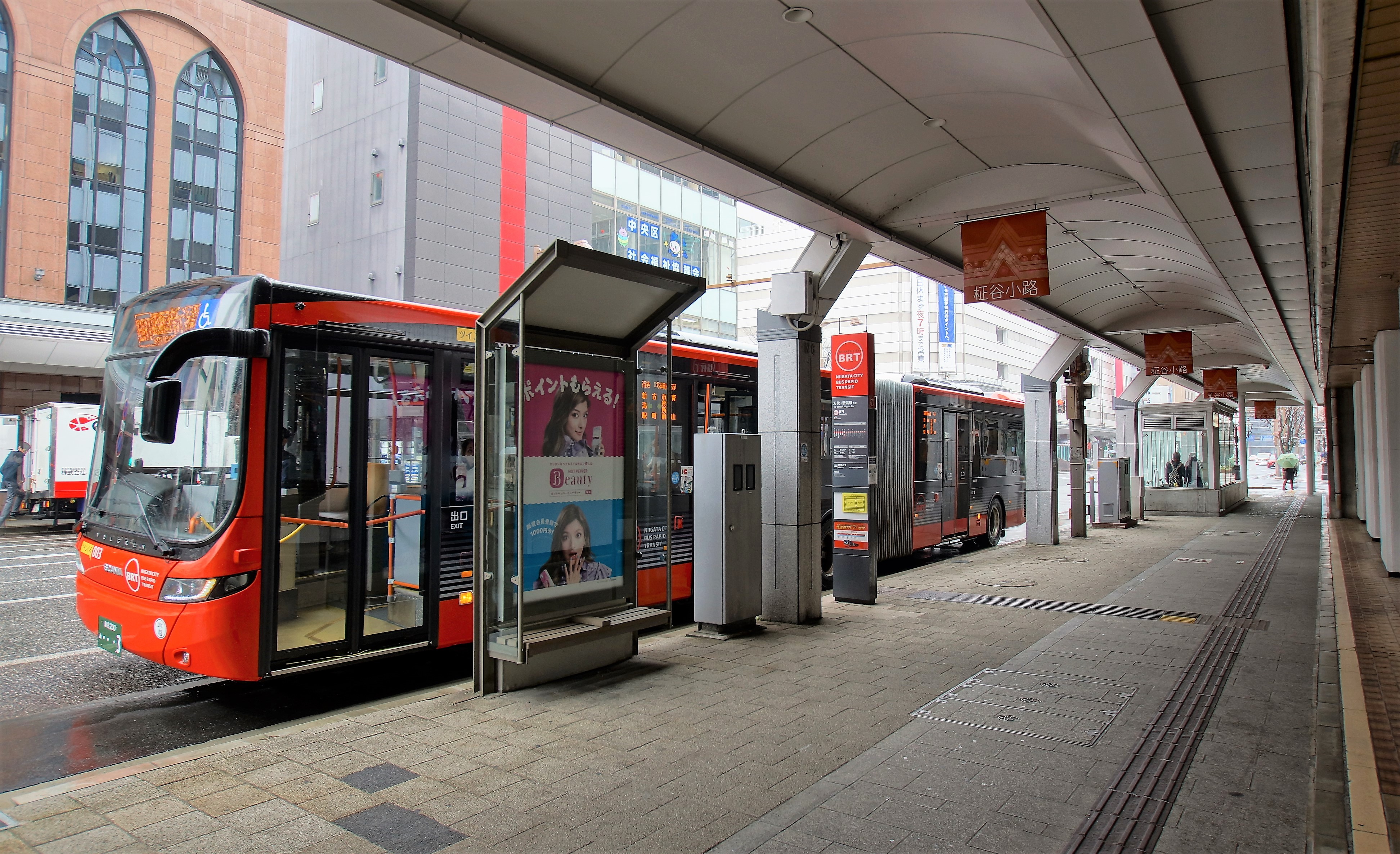
ツインくる（連節バス）車両（2017年3月、古町バス停留所）
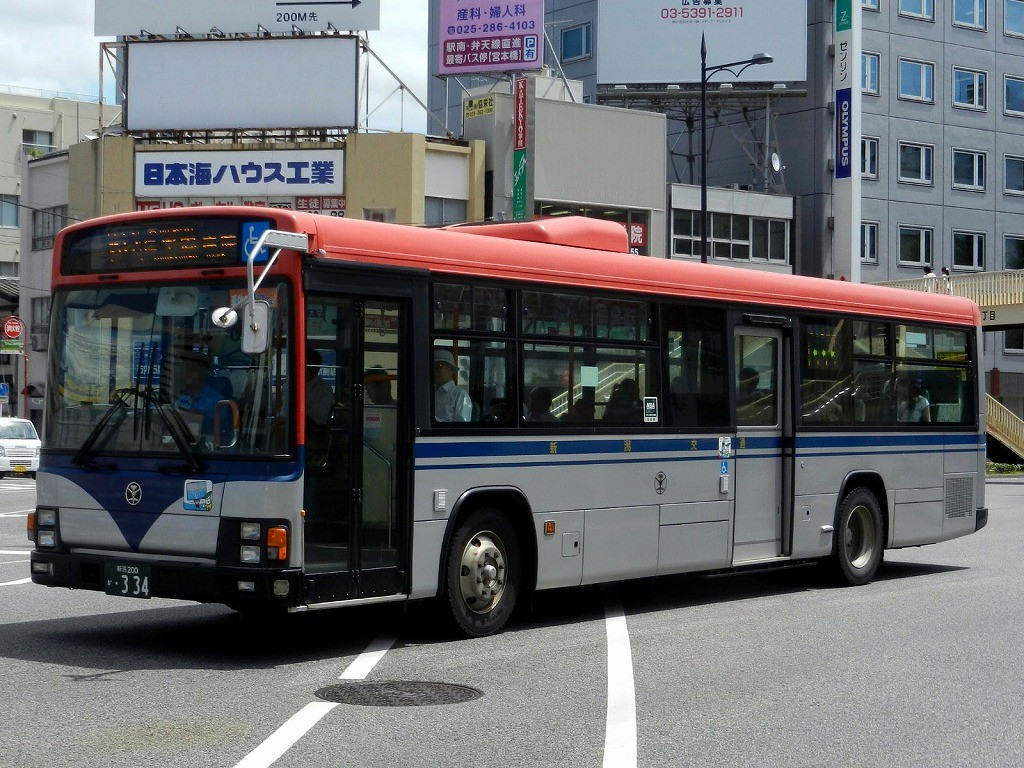
市内路線車

#### 高速バス・観光バス
高速バスや貸切などに使用される観光用車両は、白色のボディに緑色と臙脂色の「N」字を模したラインが入る。
カラーリングの白は「雪」、緑は「越後平野」を表しており、また臙脂色は観光・高速用車両の旧塗装（白地にグレーの横ピンストライプの地色に、臙脂色と紺色のラインを配したもの）をオマージュしたものである。この塗装は1978年の北陸自動車道の県内区間（新潟黒埼IC - 長岡IC間）開通以降、県内の高速道路延伸などを視野に1980年に採用されて以来、現在に至るまで使用されている。
また、県外高速バス線車両（県内向け車両を用いる会津若松線を除く）とサロン等を装備した観光バス特別車両のみに、ボディ横に赤のラインと金文字「Niigata Kotsu」のロゴタイプが入る（2006年時点、観光バス特別車両は存在せず）。

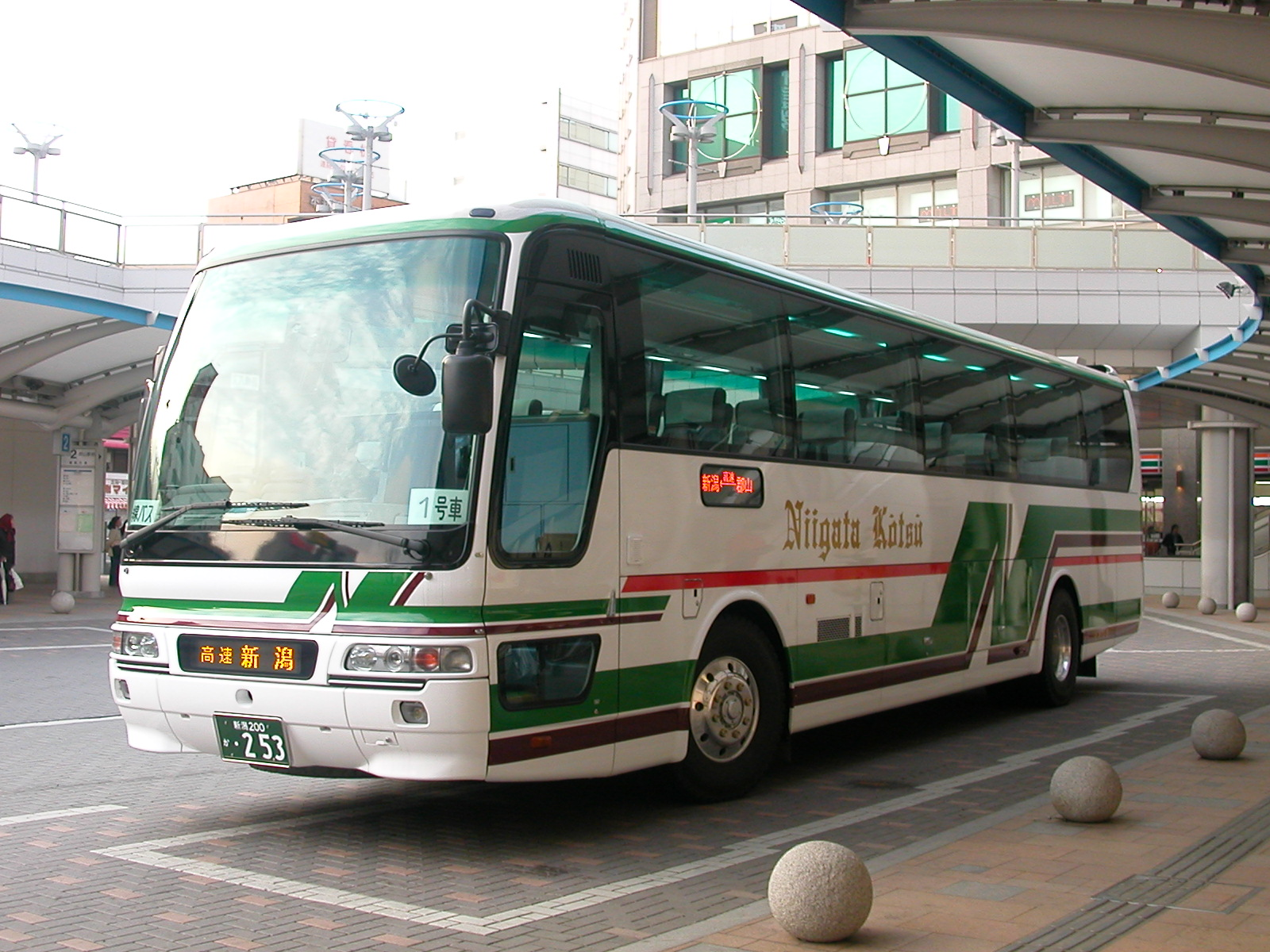
県外高速バス塗色（新潟～郡山線）
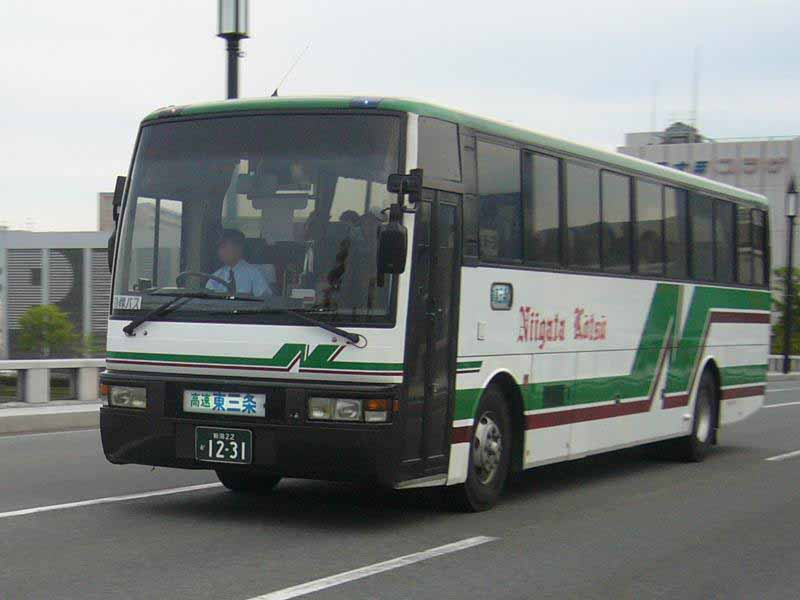
県内高速バス塗色（新潟～東三条線）
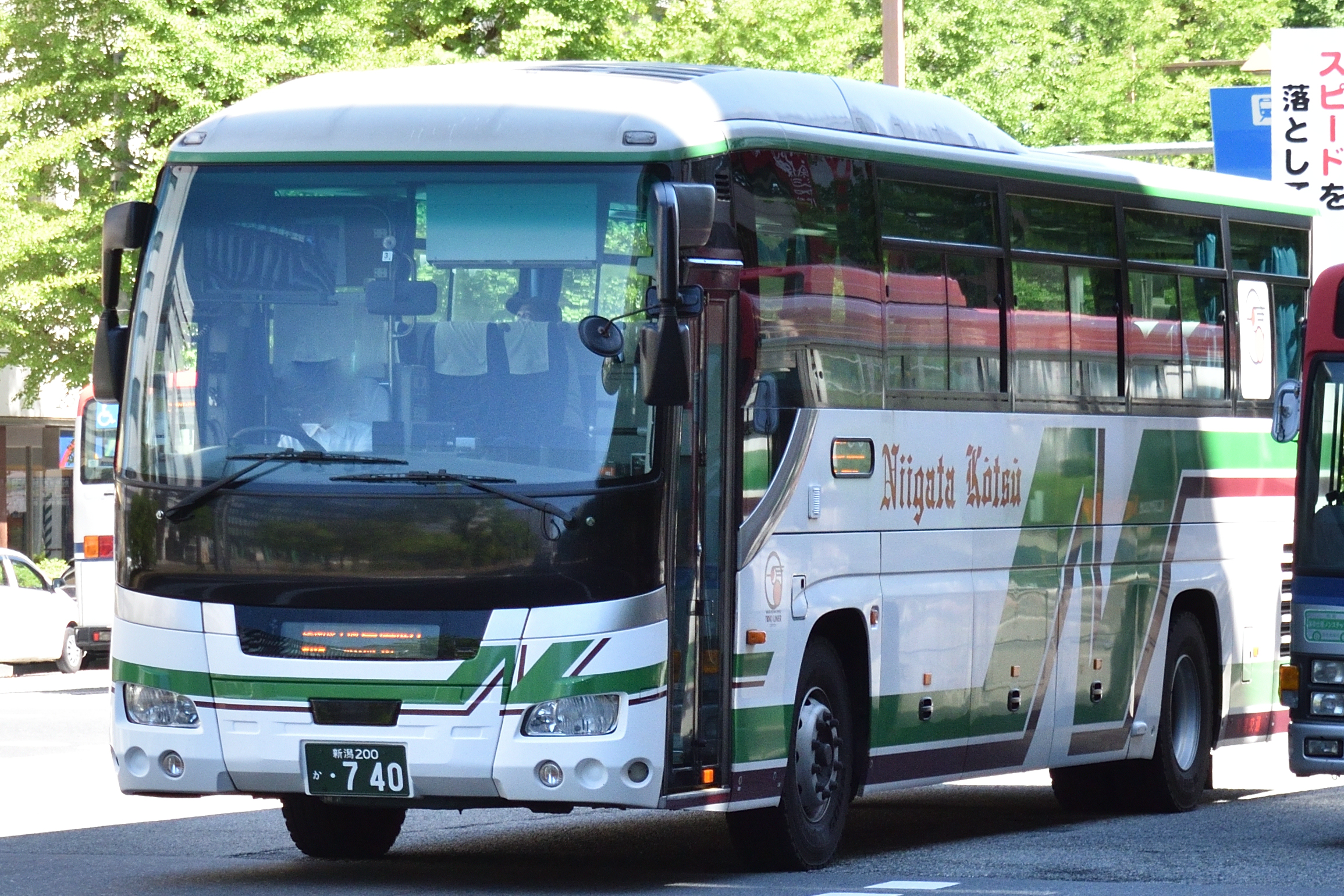
県内高速バス塗色（ときライナー長岡線）
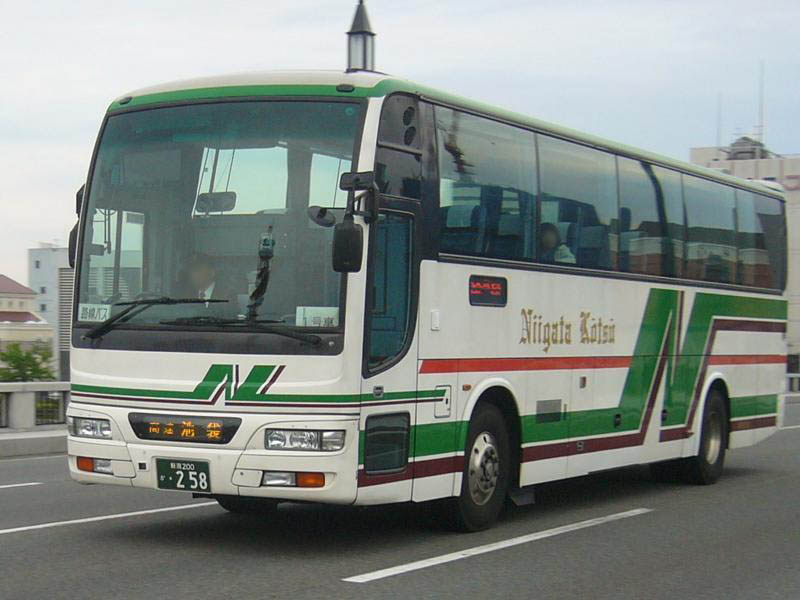
県外路線（高速）車

### 車号
新潟交通グループの車両には、1台ごとに「車号」と呼ばれる番号が付与されている。車号は「アルファベット1文字 - 1桁から4桁の数字 - アルファベット1文字」で構成されており、ナンバープレート（登録番号）と車両のメーカーを表したものである。
- 最初のアルファベットは、ナンバープレートの運輸支局名・分類番号・ひらがなを表す。
  - A:「新潟22 あ」
  - F:「新潟200 あ」または「新潟230」の中判
  - G:「新潟22 か」
  - H:「新潟200 か」または「新潟230」の大判

※A・Fは中判プレート、G・Hは大判プレート。
- 数字はナンバープレートの一連指定番号を表す。
- 最後のアルファベットはメーカーを表す。
  - B:BYD
  - I:いすゞ自動車
  - M:三菱ふそうトラック・バス
  - N:UDトラックス（旧:日産ディーゼル）
  - H:日野自動車（小型車のみ在籍）

例えば、いすゞ製の車両で、ナンバーが「新潟200 か 12-34」の場合、車号は「H1234-I」となる。ただし観光・高速車の車体および、H100-M（新潟200 か ・100）以降の車両には、車号を記載していない。
なお、BRT路線「萬代橋ライン」で運用されるスカニア・ボルグレン製連節バス（愛称「ツインくる」）4台は前掲の車号ではなく、ナンバープレートの登録番号（新潟200 い 1、200 あ 2・3、230 あ 4）に準じた「001」から「004」までの固有番号が付与されている。

### 移籍車の供給元
- 東京都交通局、国際興業バス、西武バス、東急バス、京浜急行バス、神奈川中央交通、東京ベイシティ交通、丸建自動車[要出典]
- 名鉄バス、京阪バス、阪急バス、千葉交通、名古屋市交通局、京都市交通局、神戸市交通局、関越交通、今井タクシー、ヤサカバス

## スポーツ活動
- 新潟交通硬式野球部 - 社会人野球の企業チーム。1952年～1963年にかけて活動。

## グループ企業
特記以外は連結子会社（9社）。
運輸事業
- 新潟交通観光バス
- 新潟交通佐渡
- 港タクシー（持分法非適用会社）

商品販売事業
- 新潟交通商事
  - 観光土産品の企画・卸、事務機器の販売、店舗設計など

- 新潟マルオカ

旅行事業
- 新潟交通サービスセンター（持分法適用会社）
  - 首都圏での旅行代理業など

旅館事業
- シルバーホテル
  - 万代シテイ内「万代シルバーホテル」の運営など

- 国際佐渡観光ホテル
  - 佐渡市佐和田地区の観光ホテル「八幡館」の運営など

その他事業
- 新潟航空サービス
  - 新潟空港の関連業務など

- 新潟交友事業
  - 清掃・廃棄物収集・施設管理など

- 新交企画
  - 広告代理業（グループ各社の車体・車内広告の販売・管理、県内民放向けCMの制作など）

その他の関連企業
- ヤマトオートワークス北信越
  - 2006年10月27日設立。これまで新潟交通が自社内で行ってきた車両整備を受託している。出資比率はヤマトホールディングス傘下のヤマトオートワークスが95%、新潟交通が5%。本社はヤマト運輸北信越支社・新潟主管支店内、車両の整備拠点は新潟北部営業所と新潟西部営業所の2箇所に置かれている。

### 過去のグループ企業
- 新潟交通興業
  - 1959年創業。不動産事業などを手掛けていた他、本社株のうち約7%にあたる約269万株を保有する筆頭株主でもあった。しかし、不動産部門は新潟交通興業の他、新潟交通と万代開発も手掛けている事業であり、特に万代シテイでは所有者・管理者の権限錯綜が大きな問題となっていたことから2004年秋、新潟交通の不動産部門の一部と新潟交通興業の不動産部門全てを万代開発へ吸収分割し、万代シテイの運営体制を一本化。新潟交通興業は生命保険代理業などの残る全業務をグループ各社に継承して同年9月9日に解散し、特別清算手続きの上、保有していた新潟交通株は新潟交通が自己株式として取得した。
- 新交ストアー
  - 1969年設立[49]。管内各所でスーパーマーケット「新交ストアー」（のちの「シンコーストア」）を運営し、最大で12店舗があった[49]。1987年にはコンビニエンスストア「シコス」とファストフード「ピーコック」の複合小型店「シンコーミニショップ」も出店[50]。1990年代中盤には高級食材を中心とした品揃えに切り替え、店舗名を「セサミ」に改称して差別化を図り[51]、1995年には私鉄系スーパーの八社会と業務提携を行いプライベートブランド「Vマーク商品」などの供給を受けた[52]。だが経営悪化に伴い、合理化の一環で3店舗（寺尾店、鳥原店、佐和田店）を残して順次廃業。残った3店をサトウ食品の関連企業で食品スーパー運営の「パワーズフジミ」に譲渡し[49]、2005年11月30日に解散した。
  - 経営譲渡後、パワーズフジミはセサミ3店舗については社内に別途事業部を設け、八社会にも継続参加。2006年にはパワーズ1店舗（笹口店）をセサミに転換した。業績は比較的好調だったものの、競争激化により収益の改善が見込めなくなったことから、佐藤食品は2007年12月「本業専念」を理由に所有株式を宮城県で食品スーパーを運営する「モリヤ」に譲渡し、スーパー事業から撤退した。モリヤはパワーズ及びセサミの全15店舗を継承したが、業態統一化によって2008年8月までに全店舗が「パワーズフジミ」に転換されて「セサミ」のブランドは消滅した。その後モリヤがCGCグループに加盟していることなどから、パワーズフジミは事業譲渡後の2009年2月末をもって八社会を退会し、CGCのプライベートブランド商品の取扱いを順次開始した。
  - なおモリヤは2010年7月30日、民事再生法の適用を申請して経営再建が開始され、このうちパワーズフジミは経営再建開始当初、新潟交通から譲渡された寺尾台店、佐渡店（いずれも佐藤食品への経営譲渡後に改称）、鳥原店の計3店舗を含む全15店舗で営業を継続してきたが、モリヤの経営破綻の余波を受けて資金繰りが悪化し、2013年5月10日付で破産手続きを申請して全事業を停止した。その後、同年6月14日にイオングループのマックスバリュ東北が7店舗の事業を継承したのをはじめ、保有資産は県内外のスーパー各社等へ売却されるなど整理が進められた。このうち旧新潟交通所有の寺尾台店、佐渡店の2店舗施設は破産直前に、CGCグループ加盟で見附市を本拠とする同業のマルイへ譲渡され、佐渡店は同年5月29日、寺尾台店は同年6月27日にオープンした。なお鳥原店は売却先が付かず、店舗施設は競売物件となっている。
- 浦浜農園
  - 1972年創業。チューリップなど花卉の栽培事業や万代シテイバスセンター内の売店、立ち食いそば・うどん店の営業などを手掛けていたが、花卉栽培部門の需要低下に伴い、2009年をもって解散。園芸部門からは撤退し、商事部門は新潟交通商事など他の子会社に継承された。
- 月岡館ホテル
  - 新発田市の月岡温泉で温泉旅館「割烹の宿 いま井」（1968年創業、旧「月岡館」）を運営していた企業。1987年に新潟交通が出資してグループ傘下となったが、業績不振で債務超過に陥ったことから、2009年3月1日に新潟市中央区で「ホテルリッチ新潟」などを運営する昌商事に経営権を譲渡した。この際に同社は同一商号の運営企業を設立して業務を継承し、旧企業は「月岡館企画」に改称の上、同月31日に解散した。
- スウィートファクトリージャパン
  - イギリスのキャンディショップ「Sweet-Factory」の日本代理店として、全国で直営・FC合計で約50店舗[いつ?]を展開するなど、菓子類及び雑貨の小売・卸売販売を行う企業。1995年12月に万代シテイに1号店開設[53]。2010年2月28日をもって、マネジメント・バイアウトによって新潟交通グループから離脱した。なお県内では、バスセンタービル2階に「万代店」を出店している。
- マンパワー
  - 人材派遣業。2012年2月29日付で全株式を売却したため連結から外れた（詳細は非開示）。
- 万代開発
  - 万代シテイ内各ビルの施設管理など、不動産賃貸業。万代シテイの事業を新潟交通本体のコア事業として推進する目的で、2012年10月1日付で新潟交通に吸収合併され、解散した。2002年秋まではパチンコ店「ルネッサンスパーク」を新発田市や佐和田町などで展開していた[54]。
- セブレ新潟
  - 商品販売など。2016年9月16日付で清算。
- 新潟フェイズ
  - 1992年8月に萬代橋たもとで開業したシャッター建築の多目的ホール「新潟フェイズ」の運営を行っていた企業で、新潟交通のほか東北電力やキリンビールが出資していたが、2001年頃に新潟交通興業への営業譲渡により解散[55][56][57]。施設自体は当初7年程度で解体する低コスト建築のコンセプトであったが[55]、2007年12月まで営業が続けられた[58]。
- カッシーナ・インターデコール新潟
  - 家具・室内装飾品の輸入、販売を行っていたが、2000年8月に解散[59]。
- 新潟不二フード
  - 1974年設立[60]、2003年頃解散[61]。解散前時点で洋菓子店「不二家」を県内に20店舗展開していた[61]。
- キリン万代橋ホール
  - 2003年頃解散[61]。解散前時点でビアホールや喫茶店など4店を運営していた[61]。なお、同名のビアホールは萬代橋たもとにあったキリンビール倉庫を1991年に改装してオープンしたものである[62]。
- イー・ティー・アール
  - 飲食店「カプリチョーザ」「ルピシア」のフランチャイズを行っていたが、2008年頃解散[63]。